# Podvežica
Podvežica je mjesni odbor Grada Rijeke.

## Vanjske poveznice
- Službene stranice
- Interaktivni zemljovid MO[neaktivna poveznica]